# محمد أبي سمرا
محمد أبي سمرا روائي وصحفي لبناني من مواليد 1953. صُدر له حتى الآن تسعة كتب منهم أربع روايات. تُرشحت روايته «نساء بلا أثر» للقائمة الطويلة للجائزة العالمية للرواية العربية في عام 2019.

## السيرة الذاتية
ولد محمد أبي سمرا في قرية شبعا الجبلية النائية التي تقع في لبنان في عام 1953. انتقل مع أسرته إلى بيروت في عام 1962. أكمل دراسته الجامعية في بيروت وتخرج في دار المعلمين في عام 1977. ونال علي شهادة دبلوم في علم الاجتماع الثقافي في عام 1983. وبعد تخرجه، عمل في الصحافة الثقافية اللبنانية. كما عمل أبي سمرا في صحف عربية ولبنانية عديدة منها صحيفة «الحياة»، و«السفير»، وجريدة «النهار». ويعمل حاليًا مدير قسم التحقيقات الأسبوعي في صحيفة النهار اللبنانية. وانتقل بعدها إلى فرنسا وتحديدًا إلى مدينة ليون هرابًا من الحرب الأهلية التي بدأت وقتها في لبنان.
وفي فرنسا بدأ مشواره في الكتابة؛ حيث أصدر روايته الأولى بعنوان «بولين وأطيافها» الصادرة عن دار الفرابي في عام 1990. بعدها توالت إصداراته؛ إذ نشر حتى الآن أربعة كتب في علم الاجتماع السياسي والتي تعتمد على الشهادات الحية، مثل كتابه «طرابلس.. ساحة الله وميناء الحداثة». وبدأ أبي سمرا في كتاب هذا الكتاب في عام 2000 بعد وقوع حادثة كبري في طرابلس بلبنان، ونشر الكتاب في عام 2011 عن دار الساقي. أما كتابه الثاني «موت الأبد السوري»، فقد بدأ بكتابته في عام 2005 عندما خرج الجيش السوري من لبنان بعد أن تم اعتقال رفيق الحريري. وفي كتابته، روى أبي سمرا سير لأشخاص مزدوجي الانتماء (مثل «لبناني سوري») حيث سردوا أحداث الثورة السورية التي عاشوها. أما كتابه «وداع لبنان» الصادر عن دار رياض الريس للكتب والنشر، وهو عبارة عن شهادات وسيرًا لأشخاص مسيحيين من جبل لبنان، حيث سردوا بعضًا من الأحداث والمسارات التي عاشوها في حياتهم والتغييرات التي مروا بها في جبل لبنان في القرن العشرين . وبالإضافة إلى هذا، أصدر أبي سمرا أيضًا أربع روايات منها رواية «نساء بلا أثر» الصادرة عن دار رياض الريس في عام 2017، والتي تُرشحت للقائمة الطويلة للجائزة العالمية للرواية العربية في عام 2019، وتدور أحداثها حول الشخصية الرئيسية «ماريان» المرأة الستينية التي تستعيد ذكرياتها المؤلمة في لبنان.

## المؤلفات
- بولين وأطيافها، دار الفرابي، بيروت، 1990
- الرجل السابق، دار الجديد، بيروت 1995، صُدرت الطبعة الثانية عن دار النهار، 2006 (تُرجمت إلى الفرنسية)
- سكان الصور، دار النهار للنشر، بيروت، 2003. صُدرت الطبعة الثانية عن دار ميريت، القاهرة، 2013
- بلاد المهانة والخوف: كردستان بيروت كازابلانكا، دار النهار، بيروت، 2004
- أقنعة المخلص: شهادات في الشِّيعة العونيّة وإمامها تأليف مشترك مع وضاح شرارة، دار النهار، 2009
- طرابلس: ساحة الله وميناء الحداثة، دار الساقي، بيروت، 2011
- موت الأبد السوري، شهادات جيل الصمت والثورة، دار الريس للنشر والتوزيع، 2012
- سورية.. تجربة المدن المحررة، رياض للريس للكتب والنشر، 2015
- مآسي حلب - الثورة المغدورة ورسائل المحاصرين (سير وشهادات)، تأليف وإعداد مشترك مع صبر درويش، دار المتوسط، ميلانو - بغداد، 2016
- نساء بلا أثر، رياض الريس للكتب والنشر، 2017
- وداع لبنان، رياض الريس للكتب والنشر، 2019

## الترشيحات
- تُرشحت روايته «نساء بلا أثر» للقائمة الطويلة للجائزة العربية في عام 2019.